# Albert Batyrau
Albert Georgijewitsch Batirow (* 2. November 1981 in Ordschonikidse, Nordossetische Autonome Sozialistische Sowjetrepublik) ist ein belarussischer Ringer. Er wurde 2007 Europameister im freien Stil im Leichtgewicht.

## Werdegang
Albert Batirow stammt aus einer weitverbreiteten kaukasischen Ringerfamilie (Mawlet Batirow, Adam Batirow, Schamil Batirow). Er begann im Jahre 1988 in Wladikawkas mit dem Ringen und konzentrierte sich dabei auf den freien Stil. Bei einer Größe von 1,65 Metern rang er dabei als Erwachsener immer im Leichtgewicht. Ringen ist zurzeit auch sein Beruf. Zu Beginn seiner Laufbahn startete er für Russland. Er nahm für dieses Land auch an der Junioren-Weltmeisterschaft (Cadets) 1997 in New Delhi teil und kam in der Gewichtsklasse bis 57 kg auf den 2. Platz.
In den folgenden Jahren gehörte er zwar zu den besten russischen Freistilringern in der Leichtgewichtsklasse, konnte sich aber nie für die Teilnahme an einer weiteren internationalen Meisterschaft qualifizieren. Er wechselte deshalb zu Beginn des Jahres 2005 nach Belarus und startet seither für Dynamo Grodno, wo er von Oleg Gogel trainiert wird. Bereits im April 2005 wurde er bei der Europameisterschaft in Warna eingesetzt und gewann dort mit Siegen über Panagiotis Makrinas, Griechenland und Mehmet Macit, Türkei, einer Niederlage gegen Serafim Barzakow, Bulgarien und weiteren Siegen über Adrian Mazan, Polen und Suren Markosjan, Armenien, eine Bronzemedaille. Bei der Weltmeisterschaft 2005 in Budapest siegte er zunächst über Elman Asgarow, Aserbaidschan, verlor aber dann gegen Geandry Garzón Caballero, Kuba. Da dieser das Finale nicht erreichte, schied er aus und kam nur auf den 17. Platz.
2006 wurde Albert Batirow in Moskau Vizeeuropameister. Er besiegte dabei Omer Cubukcu, Türkei, Wadim Guigolajew, Frankreich und Anisim Talambat, Moldawien und verlor erst im Endkampf gegen Machatsch Murtasalijew, Russland. Bei der Weltmeisterschaft 2005 in Guangzhou gelangen im Siege über Pietro Piscitelli, Italien, Bujandschawyn Batdsorig, Mongolei und Elman Asgarow. Dann verlor er gegen Bill Zadick aus den Vereinigten Staaten und im Kampf um eine WM-Bronzemedaille in einem griffreichen Kampf (1:2 Runden, 7:12 Punkte) auch gegen Geandry Garzon Caballero. 2007 gelang es ihm dann, in Sofia Europameister im Leichtgewicht zu werden. Dabei besiegte er Stefan Daniliuc, Rumänien, Pietro Piscitelli, Apostolos Taskoudis, Griechenland, Ramazan Şahin, Türkei und Irbek Walentinowitsch Farnijew, Russland. Weniger gut lief es für ihn bei der Weltmeisterschaft dieses Jahres in Baku, denn nach einem Sieg über Jung Young-ho, Südkorea traf er auf Irbek Farnijew, der sich für die Niederlage bei der Europameisterschaft revanchieren konnte und Albert Batirow besiegte. Irbek Farnijew erreichte aber anschließend nicht das Finale, womit Albert Batirow ausschied und nur auf den 21. Platz kam.
2008 erreichte er bei der Europameisterschaft in Tampere nach einem Sieg über Gregory Ferreiro, Frankreich und einer Niederlage gegen Andrei Stadnik aus der Ukraine nur den 11. Platz, konnte sich aber anschließend durch einen 3. Platz beim Qualifikations-Turnier in Martigny für die Teilnahme an den Olympischen Spielen in Peking qualifizieren. In Peking siegte er über Yang Chun-song, Nordkorea, verlor aber dann wieder gegen Andrei Stadnik. Da dieser in das Finale kam, konnte er in der Trostrunde weiterringen, verlor aber gleich gegen Sushil Kumar aus Indien und landete deshalb auf dem 9. Platz.
2009 wurde Albert Batirow nur bei der Weltmeisterschaft im dänischen Herning eingesetzt. Er verlor dort gegen seinen Angstgegner Geandry Garzon Caballero und kam nur auf den 20. Platz. Im Jahre 2010 erging es ihm ähnlich. Er verlor bei der Weltmeisterschaft in Moskau in seinem ersten Kampf gegen Schirayr Hovhannisjan aus Armenien und landete auf dem 21. Platz. 2012 wurde er dann noch einmal bei der Europameisterschaft in Belgrad eingesetzt und kam dort auf den 10. Platz. Bei den Olympischen Spielen 2012 in London startete Ali Schabanau für Belarus.

## Internationale Erfolge
| Jahr | Platz | Wettbewerb                                  | Gewichtsklasse | Ergebnisse |
| 1997 | 2.    | Junioren-WM (Cadets) in New Delhi           | bis 57 kg      | hinter Dimitri Michailow, Kirgisistan |
| 2002 | 3.    | Oleg-Nanijew-Memorial in Wladikawkas        | Leicht         | hinter Irbek Farnijew, Russland und Elbrus Tedejew, Ukraine |
| 2005 | 3.    | EM in Warna                                 | Leicht         | nach Siegen über Panagiotis Makrinas, Griechenland und Mehmet Macit, Türkei, einer Niederlage gegen Serafim Barsakow, Bulgarien und Siegen über Adrian Mazan, Polen und Suren Markosjan, Armenien |
| 2005 | 3.    | Schamil-Umachanow-Memorial in Chassawjurt   | Leicht         | hinter Machatsch Murtasalijew und Ramasan Irbaihanow, beide Russland |
| 2005 | 1.    | Großer Preis von Deutschland in Leipzig     | Leicht         | vor Laszlo Szabolcs, Ungarn, Gregory Sarrasin, Schweiz und Gábor Hatos, Ungarn |
| 2005 | 17.   | WM in Budapest                              | Leicht         | nach einem Sieg über Elman Asgarow, Aserbaidschan und einer Niederlage gegen geandry Garzon Cabellero, Kuba                                                                                       |
| 2006 | 9.    | Iwan-Yarygin-Memorial in Krasnojarsk        | Leicht         | Sieger: Machatsch Murtasalijew vor Saur Botajew, beide Russland |
| 2006 | 2.    | EM in Moskau                                | Leicht         | nach Siegen über Omer Cubukcu, Türkei, Wadim Guigolajew, Frankreich und Anisim Talambat, Moldawien und einer Niederlage gegen Machatsch Murtasalijew                                              |
| 2006 | 5.    | WM in Guangzhou                             | Leicht         | nach Siegen über Pietro Piscitelli, Italien, Bujandschawyn Batdsorig, Mongolei und Elman Asgarow und Niederlagen gegen Bill Zadick, USA und Geandry Garzon Caballero                              |
| 2007 | 2.    | Intern. Turnier in Kiew                     | Leicht         | hinter Andrei Stadnik, Ukraine, vor Renat Ramasanow, Russland |
| 2007 | 1.    | EM in Sofia                                 | Leicht         | nach Siegen über Stefan Daniliuc, Rumänien, Pitro Piscitelli, Apostolos Taskoudis, Griechenland, Ramasan Sahin, Türkei und Irbek Fanijew                                                          |
| 2007 | 21.   | WM in Baku                                  | Leicht         | nach Sieg über Jung Young-ho, Südkorea und Niederlage gegen Irbek Farnijew |
| 2007 | 1.    | Alexander-Medwed-Preis in Minsk             | Leicht         | vor Zack Esposito, USA und Selimchan Yusupow, Russland |
| 2008 | 2.    | Dave-Schultz-Memorial in Colorado Springs   | Leicht         | hinter Trent Paulson, USA, vor Bujandschawyn Batdsorig, Mongolei |
| 2008 | 1.    | Alexander-Medwed-Preis in Minsk             | Leicht         | vor Elman Asgarow und Amir Berukow, Russland |
| 2008 | 11.   | EM in Tampere                               | Leicht         | nach einem Sieg gegen Gregorz Sarrazin, Schweiz und einer Niederlage über Andrei Stadnik |
| 2008 | 3.    | Olympia-Qualif.-Turnier in Martigny&Schweiz | Leicht         | hinter Mehdi Taghavi Kermani, Iran und Serafim Barsakow |
| 2008 | 9.    | OS in Peking                                | Leicht         | nach einem Sieg über Yang Chun-song, Nordkorea und Niederlagen gegen Andrei Stadnik und Sushil Kumar                                                                                              |
| 2008 | 3.    | Schamil-Umachanow-Memorial in Chassawjurt   | Leicht         | hinter Amir Berukow und Moulid Lampeschew, beide Russland |
| 2009 | 3.    | Wacław-Ziółkowski-Memorial in Radom         | Leicht         | hinter Mehdi Taghavi Kermani und Ramasan Sahin |
| 2009 | 20.   | WM in Herning/DK                            | Leicht         | nach einer Niederlage gegen Geandry Garzon Caballero |
| 2010 | 3.    | Welt-Cup in Moskau                          | Leicht         | hinter Emin Asisow, Aserbaidschan und Andrei Stadnik |
| 2010 | 21.   | WM in Moskau                                | Leicht         | nach einer Niederlage gegen Schirayr Hovhannisjan, Armenien |
| 2011 | 2.    | Alexander-Medwed-Preis in Minsk             | Leicht         | hinter Ali Schabanau, Belarus, vor Wladimir Wilmow, Russland und Rostislaw Perwachuk, Ukraine |
| 2011 | 10.   | Wacław-Ziółkowski-Memorial in Posen         | Leicht         | Sieger Soslan Ramonow, Russland vor Adam Sobieray, Polen, Ramasan Sahin und Serafim Barsakow |
| 2012 | 5.    | Dan Kolow-Nikola Petrow-Memorial in Sofia   | Leicht         | hinter Gheorghe Bucur, Rum'nien, Serafim Barsakow, Dejan Mitrow, Mazedonien und Lenid Basan, Bulgarien                                                                                            |
| 2012 | 5.    | Intern. Turnier in Kiew                     | Leicht         | hinter Andrei Stadnik, Bujandschawyn Batdsorig, Andrei Nagorny, Ukraine und Andrei Kwiatkowski, Ukraine                                                                                           |
| 2012 | 10.   | EM in Belgrad                               | Leicht         | Sieger Alan Gogajew, Russland vor Leonid Basan, Dwid Safarjan, Armenien und Gergö Wöller, Ungarn                                                                                                  |

## Erläuterungen
- alle Wettkämpfe im freien Stil
- OS = Olympische Spiele, WM = Weltmeisterschaft, EM = Europameisterschaft
- Leichtgewicht, Gewichtsklasse bis 66 kg Körpergewicht